# Conchylodes
Conchylodes is een geslacht van vlinders uit de familie van de grasmotten (Crambidae), uit de onderfamilie van de Spilomelinae. De wetenschappelijke naam van dit geslacht is voor het eerst voorgesteld door Achille Guenée in een publicatie uit 1854.

## Soorten
- Conchylodes aquaticalis (Guenée, 1854)
- Conchylodes arcifera Hampson, 1912
- Conchylodes bryophilalis Hampson, 1899
- Conchylodes concinnalis Hampson, 1899
- Conchylodes diphteralis (Geyer, 1826)
- Conchylodes erinalis (Walker, 1859)
- Conchylodes gammaphora Hampson, 1912
- Conchylodes graphialis (Schaus, 1912)
- Conchylodes hebraealis Guenée, 1854
- Conchylodes hedonialis (Walker, 1859)
- Conchylodes intricata Hampson, 1912
- Conchylodes nissenalis (Schaus, 1924)
- Conchylodes nolckenialis (Snellen, 1875)
- Conchylodes octonalis (Zeller, 1873)
- Conchylodes ovulalis (Guenée, 1854)
- Conchylodes platinalis (Guenée, 1854)
- Conchylodes salamisalis Druce, 1895
- Conchylodes stictiperalis Hampson, 1912
- Conchylodes terminipuncta Hampson, 1912
- Conchylodes vincentalis Schaus, 1924
- Conchylodes zebra (Sepp, 1850)